# Marc Lauriol
Pour les articles homonymes, voir Lauriol.
Marc Lauriol, né le 18 août 1916 à Alger et mort le 20 octobre 2006 à Paris, est un juriste et homme politique français.

## Biographie
Docteur en droit de la faculté de droit d'Alger, Marc Lauriol devient avocat, prend part à la bataille de France comme officier de char, dont il sort grand invalide de guerre. Premier secrétaire de la conférence du stage d'Alger en 1941, il devient conseiller juridique et de législation du gouvernement tunisien de 1943 à 1945. Parallèlement, il est professeur au centre d'études juridiques de Tunis puis professeur de droit à l'École supérieure de commerce d'Alger et à la Faculté libre autonome et cogérée d'économie et de droit de Paris.
Favorable à l'Algérie française, il est l'un des vice-présidents de l'Union pour le salut et le renouveau de l'Algérie française (USRAF) dirigée par Jacques Soustelle. Il est nommé membre du Comité consultatif constitutionnel (CCC) par le général de Gaulle en juillet 1958. Député depuis le 30 novembre 1958, membre du Sénat de la Communauté (juillet 1959-mars 1961) et conseiller général d'Alger (1960-1962), il s'oppose à la politique algérienne du général de Gaulle à partir de 1960, prend part au colloque de Vincennes et adhère au comité de Vincennes rassemblant les défenseurs de l'Algérie française autour de Georges Bidault. Son immunité parlementaire est levée le 21 juin 1961 dans le cadre de poursuites pénales à la suite de son soutien au putsch des généraux. Sur l'avancée de l’enquête sur l'attentat d'Issy-les-Moulineaux, il saisit le ministère de l'Intérieur dans une question écrite datée du 17 mars, étonné de voir que l'OAS est officiellement désignée coupable depuis le premier jour quand la police n'a alors recueilli aucun élément susceptible d'orienter l'enquête.
Vice-président du groupe RPR et membre de la commission des lois à l'Assemblée nationale, il est juge à la Haute Cour de Justice.
Il est ensuite élu sénateur RPR des Yvelines de 1986 à 1995. Conseiller régional d'Île-de-France de 1986 à 1992, il est président du groupe RPR du Conseil régional d'Île-de-France de 1988 à 1992.

## Détail des fonctions et des mandats
Mandats parlementaires
- 30 novembre 1958 - 3 juillet 1962 : Député de la 2e circonscription d'Algérie (Alger-Banlieue)
- 11 mars 1973 - 2 avril 1978 : Député de la 4e circonscription des Yvelines
- 19 mars 1978 - 22 mai 1981 : Député de la 4e circonscription des Yvelines
- 14 juin 1981 - 1er avril 1986 : Député de la 4e circonscription des Yvelines
- 28 septembre 1986 - 24 septembre 1995 : Sénateur des Yvelines

## Publications
- Les trois défis pour la France, démographie, technologie, Europe (1997)
- L'Europe anachronique, l'Europe des Six dépassée dès sa naissance... exposé fait... le 17 mars 1965 (1965)
- La Politique extérieure de la France en face de la politique mondiale... exposé fait à la 19e réunion du Bureau d'études du C.E.P.E.C., le 28 janvier 1964 (1964)
- Oui ou non, la Ve République laissera-t-elle installer au Sud de la Méditerranée une force de sape contre le monde libre ? (1961)
- Au service de l'Algérie française nouvelle (1960)
- Rapport sur le programme arrêté par les députés d'Algérie et du Sahara dans leur engagement du 8 décembre 1958 (1959)
- Le fédéralisme et l'Algérie (1958)
- L'Intégration fédéraliste (1958)
- Perspectives institutionnelles en Algérie (1957)
- Le Rapport spécial des commissaires aux comptes dans les sociétés anonymes (1956)
- L'Algérie angoissée (1956)
- La Subrogation réelle (1954)